# Это мы (1-й сезон)
Первый сезон американского телесериала «Это мы» премьера которого состоялась на канале NBC 20 сентября 2016 года, а заключительная серия сезона вышла 14 марта 2017 года.

## В ролях

### Основной состав
- Майло Вентимилья — Джек Пирсон.
- Мэнди Мур — Ребекка Пирсон.
- Стерлинг К. Браун — Рэндалл Пирсон.
- Крисси Метц — Кейт Пирсон.
- Джастин Хартли — Кевин Пирсон.

- Сьюзан Келечи Уотсон — Бет Пирсон, жена Рэндалла.

- Крис Салливан — Тоби Деймон, парень, позже муж Кейт.
- Рон Сефас Джонс — Уильям Хилл, биологический отец Рэндалла.
- Эрис Бэйкер — Тесс Пирсон, старшая дочь Рэндалла и Бет Пирсон.
- Фэйти Херман — Энни Пирсон, младшая дочь Рэндалла и Бет Пирсон.
- Лирик Росс — Дежа, приемная дочь Рэндалла и Бет Пирсон.

## Эпизоды
| № общий | № в сезоне | Название                                                                        | Режиссёр                   | Автор сценария                                  | Дата премьеры    | Произв. код | Зрители в США (млн) |
| --- | ---------- | ------------------------------------------------------------------------------- | -------------------------- | ----------------------------------------------- | ---------------- | ----------- | ------------------- |
| 1 | 1          | «Пилот» «Pilot»                                                                 | Джон Рекуа и Гленн Фикарра | Дэн Фогельман                                   | 20 сентября 2016 | 1AZC01      | 10,07               |
| Сколько людей на планете Земля родились в один день? По данным Википедия около 18 млн человек. Как дата рождения определяет судьбу человека? В 1980 году в 36-й день рождения Джека Пирсона у его жены Ребекки начинаются роды. Один из тройняшек умирает в родах. Джек и Ребекка Пирсон, потерявшие одного из своих новорожденных малышей, усыновляют маленького афро-американца, так на свет появляется "Большая тройка"- Кевин, Кейт и Рэндалл. В наши дни личный помощник Кейт празднует свой 36-й день рождения, дает себе обещание похудеть, и в группе поддержки людей борющихся с лишним весом знакомится с Тоби. В этот же день ее брат-близнец Кевин, актер в популярном сериале "Мэнни", заявляет о своем недовольстве ролью и резко уходит со съёмочной площадки. Успешный темнокожий бизнесмен Рэндалл, в свой день рождения, находит биологического отца, который бросил его на пожарной станции 36 лет назад. |            |                                                                                 |                            |                                                 |                  |             |                     |
| 2 | 2          | «Большая тройка» «The Big Three»                                                | Кен Олин                   | Дэн Фогельман                                   | 27 сентября 2016 | 1AZC02      | 8,75                |
| Рэндалл привозит Уильяма, своего биологического отца жить к себе в дом . Жена Рэндалла, Бет, не довольна этим , у нее есть подозрения относительно мотивов Уильяма. Тоби и Кейт становятся ближе. Кевину говорят, что по контракту он обязан сниматься в сериале еще два года, что его очень расстраивает. Кевину видится другое развитие его актерской карьеры. Несмотря на большие штрафные санкции, Кевин решает уйти из сериала и заняться театром в Нью-Йорке. |            |                                                                                 |                            |                                                 |                  |             |                     |
| 3 | 3          | «Кайл» «Kyle»                                                                   | Джон Рекуа и Гленн Фикарра | Дэн Фогельман                                   | 11 октября 2016  | 1AZC03      | 9,87                |
| Молодые родители Джек и Ребекка Пирсон не могут полюбить приёмного сына, которого они изначально назвали "Кайлом". Встреча и разговор Ребекки с Уильямом помогают ей впустить сына в свое сердце. Ребекка не позволяет Уильяму в будущем видеться с сыном, но называет ребенка Рэндаллом в честь любимого поэта Уильяма, Дадли Рэндалла. Кевин готовится к переезду в Нью-Йорк и хочет взять с собой Кейт, свою сестру-близнеца, которая является еще его личным ассистентом. Кейт колеблется, так как ее отношения с Тоби становятся ближе. Рак Уильяма неизлечим. |            |                                                                                 |                            |                                                 |                  |             |                     |
| 4 | 4          | «Бассейн» «The Pool»                                                            | Джон Рекуа и Гленн Фикарра | Дэн Фогельман и Дональд Тодд                    | 18 октября 2016  | 1AZC04      | 9,71                |
| Кевин переезжает в Нью-Йорк и получает роль в ставящимся на Бродвее спектакле. Кейт остается и занимается поисками новой работы, которую получает у бывшей жены Тоби. Тоби рассказывает Кейт о своей бывшей жене, говорит, что она не ангел, которым кажется. |            |                                                                                 |                            |                                                 |                  |             |                     |
| 5 | 5          | «План игры» «The Game Plan»                                                     | Джордж Тиллман             | Джо Лоусон                                      | 25 октября 2016  | 1AZC05      | 8,68                |
| Кевин гостит в доме своего брата Рэндалла и его жены Бет. Кевину нужно выучить текст новой роли, что вызывает у него серьезные трудности, так как текст сложен и не понятен для него. Уильям помогает Кевину поверить в себе, репетирует с ним роль. Сам Уильям оказывается талантлив в поэзии, музыке и живописи. Кейт говорит с Тоби о смерти своего отца, Джека Пирсона, и о том, как велика эта утрата для самой Кейт и всей семьи Пирсонов. |            |                                                                                 |                            |                                                 |                  |             |                     |
| 6 | 6          | «Карьерные дни» «Career Days»                                                   | Крэйг Зиск                 | Бека Брунстеттер                                | 1 ноября 2016    | 1AZC06      | 8,48                |
| Работа Рэндалла на столько сложна и заумна, что, кажется, никто не понимает, чем он занимается. Рэндалл безуспешно пытается объяснить это в "День карьеры" в школе у дочери. Воспоминания показывают, что Рэндалл был необычайно умен с детства. Родители разделяют одаренного Рэндалла с близнецами и переводят в элитную частную школу. Кейт приступает к новой работе в качестве личного помощника. Она вынуждена иметь дело с непослушной дочерью-подростком своей работодательницы. Девочка уверена, что ее мать наняла Кейт только из-за ее избыточного веса, а не профессиональных навыков и деловых качеств. |            |                                                                                 |                            |                                                 |                  |             |                     |
| 7 | 7          | «Лучшая стиральная машина в мире» «The Best Washing Machine in the Whole World» | Сайлас Ховард              | К. Дж. Стейнберг                                | 15 ноября 2016   | 1AZC07      | 9,50                |
| Подростками Кевин и Рэндалл сильно ссорятся друг с другом. Кевин выезжает из их общей с братом комнаты в подвал и хочет, чтобы Рэндалл держался от него подальше. В настоящем напряженность между братьями никуда не уходит. Чтобы наладить общение и разрешить конфликты, Рэндалл приглашает Кевина на ужин. Кейт изо всех сил пытается похудеть, но ее усилия не приносят желаемых результатов; тем временем как вес Тоби снижается и он хочет отказаться от диеты. Уильям случайно проговаривается Бет, что знает Ребекку с тех пор, как Рэндалл был ребенком. Возвращая себе свое личное пространство, Бет переносит вещи Кевина в подвал. |            |                                                                                 |                            |                                                 |                  |             |                     |
| 8 | 8          | «Пилигрим Рик» «Pilgrim Rick»                                                   | Сара Пиа Андерсон          | Айзек Аптейкер и Элизабет Бергер                | 22 ноября 2016   | 1AZC08      | 9,00                |
| Кейт разрывает отношения с Тоби говоря, что сейчас ей нужно быть одной, чтобы самостоятельно разобраться со своим весом и своей жизнью. Кевин приглашает Оливию, свою партнершу по спектаклю, отпраздновать День Благодарения в доме Рэндалла. Кевин сильно увлечен Оливией. Бет настаивает, что Ребекке нужно рассказать Рэндаллу правду о том, что она всегда знала, кто его настоящие родители, но скрывала это от сына. Рэндалл узнает правду раньше, чем Ребекка успевает поговорить с ним. Обезумевший Рэндалл за ужином ссорится с матерью. |            |                                                                                 |                            |                                                 |                  |             |                     |
| 9 | 9          | «Поездка» «The Trip»                                                            | Ута Бризевиц               | Вера Херберт                                    | 29 ноября 2016   | 1AZC09      | 10,53               |
| Узнав о желании Ребекки продать загородный домик в лесу, Кейт с Кевином решают провести в нем время в последний раз. Они уговаривают рассерженного на всех Рэндалла отправиться вместе с ними. Однако семейных посиделок, на которые так надеялась Кейт, не получается: в ответ на сообщение одного из братьев в дом приезжают Оливия с приятелями, а второй брат с головой уходит в переживания о поступке матери. В прошлом Джек, обеспокоенный одержимостью приемного сына найти своего биологического отца, пытался как мог удовлетворить его интерес. Но он и не подозревал, что у его супруги есть серьезная причина скрывать от мужа тяготящую ее тайну. |            |                                                                                 |                            |                                                 |                  |             |                     |
| 10 | 10         | «Последнее Рождество» «Last Christmas»                                          | Хелен Хант                 | Дональд Тодд                                    | 6 декабря 2016   | 1AZC10      | 10,95               |
| Рождество для молодой семьи Пирсон омрачается экстренной операцией Кейт, которую приходится провести в сочельник. В больнице Ребекка встречает того самого доктора, что принимал у нее роды, но на сей раз мужчина сам оказался пациентом, чье безрадостное положение супруги не могут игнорировать. А в наше время Кевин находит выход из плачевной ситуации с пьесой, Ребекка открывает неизвестные ранее детали личной жизни дочери, Кейт ждет сразу несколько потрясений, а Уильям находит неожиданную поддержку в лице близкого человека. Рэндалл же после инцидента с коллегой по работе пересматривает свое отношение к семье, а также узнает еще один факт о биологическом отце. |            |                                                                                 |                            |                                                 |                  |             |                     |
| 11 | 11         | «Поступать правильно» «The Right Thing to Do»                                   | Тимоти Басфилд             | Орин Сквайр                                     | 10 января 2017   | 1AZC11      | 10,48               |
| Беременную Ребекку и ее супруга ждет новость, которую не так-то легко принять. Джеку приходится пойти на крайние меры, чтобы будущее его семьи было по возможности беззаботным. Наши дни. Рэндалл пытается примириться с неожиданным открытием, Уильям сообщает сыну об изменении состояния своего здоровья, а Тоби получает пугающие новости от врача. Тем временем личные и профессиональные отношения Кевина и Слоан подвергаются испытанию, когда в их жизнь возвращается старая знакомая. |            |                                                                                 |                            |                                                 |                  |             |                     |
| 12 | 12         | «Важный день» «The Big Day»                                                     | Кен Олин                   | Дэн Фогельман и Лора Кенар                      | 17 января 2017   | 1AZC12      | 9,59                |
| Глубоко беременная и сильно раздраженная своим тяжелым положением Ребекка выпроваживает Джека из дома, забыв о его дне рождения. Пока Мигель старается отвлечь друга от забот, Ребекка делает все, чтобы хоть как-то загладить свою вину. Ей приходится на скорую руку готовить подарок к возвращению мужа. Тем временем доктор Нэйтан Катовски никак не может пережить смерть супруги, а пожарный Джо, умоляющий Всевышнего о чуде ради спасения трещащего по швам брака, получает от небес ответ. Джек же принимает непростое решение, повлиявшее не только на их с супругой будущее, но и на судьбы людей, окружавших Пирсонов в важный момент их жизни. |            |                                                                                 |                            |                                                 |                  |             |                     |
| 13 | 13         | «Три предложения» «Three Sentences»                                             | Крис Кох                   | Джо Лоусон и Бека Брунстеттер                   | 24 января 2017   | 1AZC13      | 9,63                |
| Приближается десятый день рождения большой тройки, накануне которого дети ставят родителям ультиматум — с этого года каждый из них хочет отдельный день рождения. Сказано — сделано, но на этом проблемы супругов не заканчиваются. Наши дни. Врач предлагает решившей повременить с операцией Кейт отправиться в лагерь для худеющих, где женщину ждут новые знакомства. Тем временем Рэндалл на время забывает о карьере ради исполнения последних желаний отца, а Кевин в попытках разобраться в своих чувствах заручается помощью Тоби и делает неожиданное открытие. |            |                                                                                 |                            |                                                 |                  |             |                     |
| 14 | 14         | «Я зову замуж» «I Call Marriage»                                                | Джордж Тиллман-мл.         | Кей Ойеган                                      | 7 февраля 2017   | 1AZC14      | 9,57                |
| Пирсонов шокирует новость о том, что их ближайшие друзья решают развестись. Чтобы избежать подобного в своем браке, Джек решает устроить супруге сюрприз и освежить их отношения. В наше время Тоби неожиданно приезжает в лагерь к Кейт, однако, познакомившись с персоналом комплекса, принимает решение остаться в качестве пациента. Рэндалл же болезненно реагирует на попытки Бэт подготовить дочерей к кончине дедушки. Да еще и на работе его постепенно вытесняет более проворный сотрудник. Между тем Кевин пытается восстановить связь с бывшей супругой, что оказывается не так-то просто, учитывая прошедший с момента расставания срок. |            |                                                                                 |                            |                                                 |                  |             |                     |
| 15 | 15         | «Сын Джека Пирсона» «Jack Pearson's Son»                                        | Кен Олин                   | Айзек Аптейкер и Элизабет Бергер                | 14 февраля 2017  | 1AZC15      | 9,03                |
| Несмотря на согласие отпустить супругу в турне, Джек втайне недоволен ее идеей. Тем не менее он решает перед долгим расставанием устроить Ребекке запоминающийся день всех влюбленных. Вот только праздник омрачает всплывший инцидент из прошлого женщины. Наше время. Попытка Кейт осадить нагловатого ухажера завершается не совсем так, как она ожидала. Между тем на одолеваемого стрессами Рэндалла наваливаются новые проблемы, которые постепенно подтачивают как психическое, так и физическое здоровье мужчины. Кевин же перед премьерой собственной пьесы пытается найти поддержку у близких, но вскоре осознает, что некоторым она требуется гораздо больше. |            |                                                                                 |                            |                                                 |                  |             |                     |
| 16 | 16         | «Мемфис» «Memphis»                                                              | Джон Рекуа и Гленн Фикарра | Дэн Фогельман                                   | 21 февраля 2017  | 1AZC16      | 9,35                |
| Рэндалл и Уильям отправляются в Мемфис — город, где последний прожил лучшие годы своей жизни и сделал первые шаги на музыкальном поприще. По пути они решают сделать крюк, чтобы почтить память Джека, посетив место, где когда-то была развеяна часть его праха. На удивление, эта поездка приводит Рэндалла в чувство, однако воодушевление мужчины очень скоро сменяется паникой. Госпитализировав отца после нового приступа, он узнает, что жить тому осталось считанные часы. |            |                                                                                 |                            |                                                 |                  |             |                     |
| 17 | 17         | «Что теперь?» «What Now?»                                                       | Венди Станцлер             | К. Дж. Стейнберг и Вера Херберт                 | 7 марта 2017     | 1AZC17      | 11,15               |
| Согласно последней просьбе Уильяма, поминальный вечер в его честь поручается дочерям Рэндалла, у которых оказывается свое видение мероприятия. По пожеланию деда оно должно стать веселым и запоминающимся. Тем временем Кевин делает все, чтобы заполучить важного критика на новую премьеру пьесы, Бэт переживает из-за того, что так и не смогла попрощаться со свекром, а Кейт принимает непростое решение, призванное улучишь их отношения с Тоби. В прошлом же Джек тяжело переживает отъезд супруги и по совету дочери решает отправиться на концерт Ребекки, чтобы разрешить образовавшееся недопонимание. |            |                                                                                 |                            |                                                 |                  |             |                     |
| 18 | 18         | «Лунная тень» «Moonshadow»                                                      | Кен Олин                   | Дэн Фогельман, Айзек Аптейкер и Элизабет Бергер | 14 марта 2017    | 1AZC18      | 12,84               |
| Джек приезжает на выступление Ребекки, а у той как раз появляются неопровержимые доказательства правоты супруга насчет ее коллеги по группе. Узнав о произошедшем, Джек ввязывается в драку, что толкает Ребекку на принятие нелегкого решения. За много лет до этого происшествия молодой Джек отчаянно пытается накопить денег и съехать из дома ненавистного отчима. Чтобы осуществить задуманное, юноша совершает все более рискованные поступки, от одного из которых его уберегает поющая в баре девушка. |            |                                                                                 |                            |                                                 |                  |             |                     |